# Marché de Malaucène
Le marché de Malaucène, avec ses sept siècles d'existence, se classe parmi les plus anciens marchés de Provence. Il se déroule toute l'année sur le cours des Isnards, le mercredi matin, et attire en saison estivale tous les touristes de cette partie du piémont du Ventoux (Nord Vaucluse et Drôme provençale).

## Historique
En 1496, Julien de la Rovère, Légat pontifical d'Avignon et futur pape Jules II, en tant qu'administrateur du Comtat Venaissin, voulut faire de Malaucène « une ville plus prospère et plus vivante ». Il lui octroya le droit de tenir désormais un marché tous les jeudis de chaque semaine.

## Déroulement
Actuellement le marché se déroule sur le cours des Isnards tous les mercredis dans la matinée.Bon an, mal an, ce sont une vingtaine de forains qui proposent en tant que producteurs ou négociants des fruits et légumes ainsi que des produits du terroir ou typiquement provençaux.

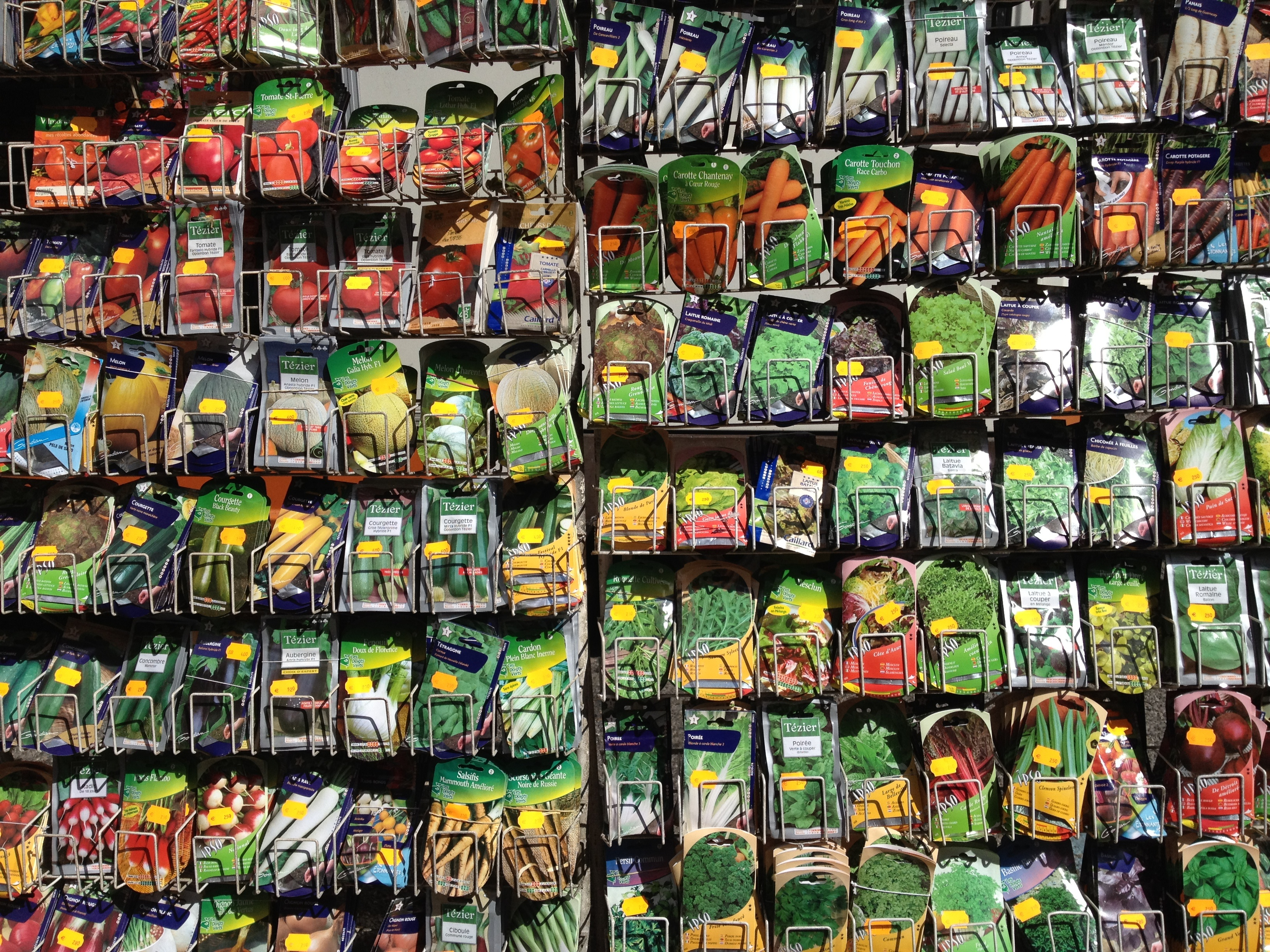
Graines de semence.
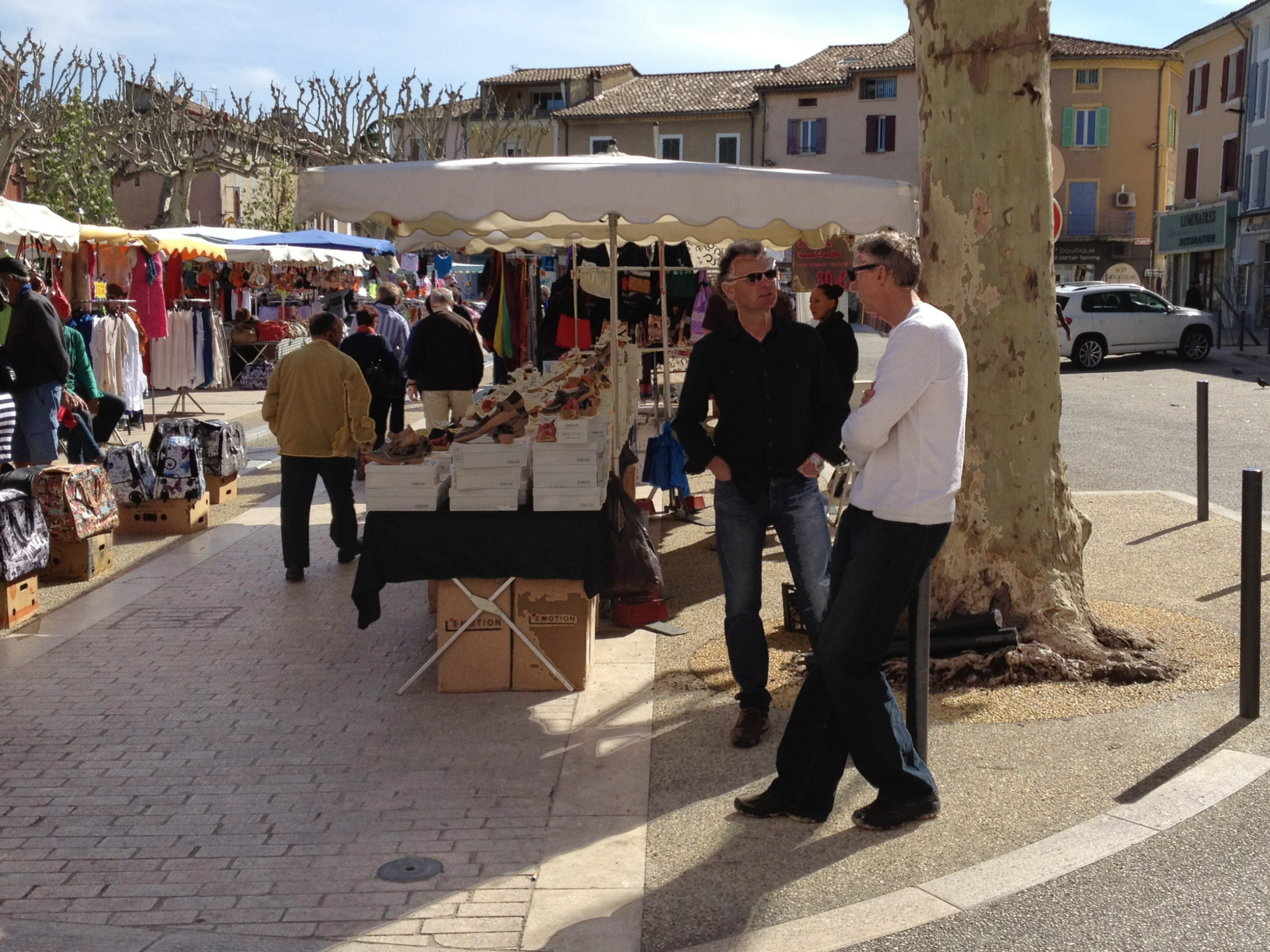
Les stands.
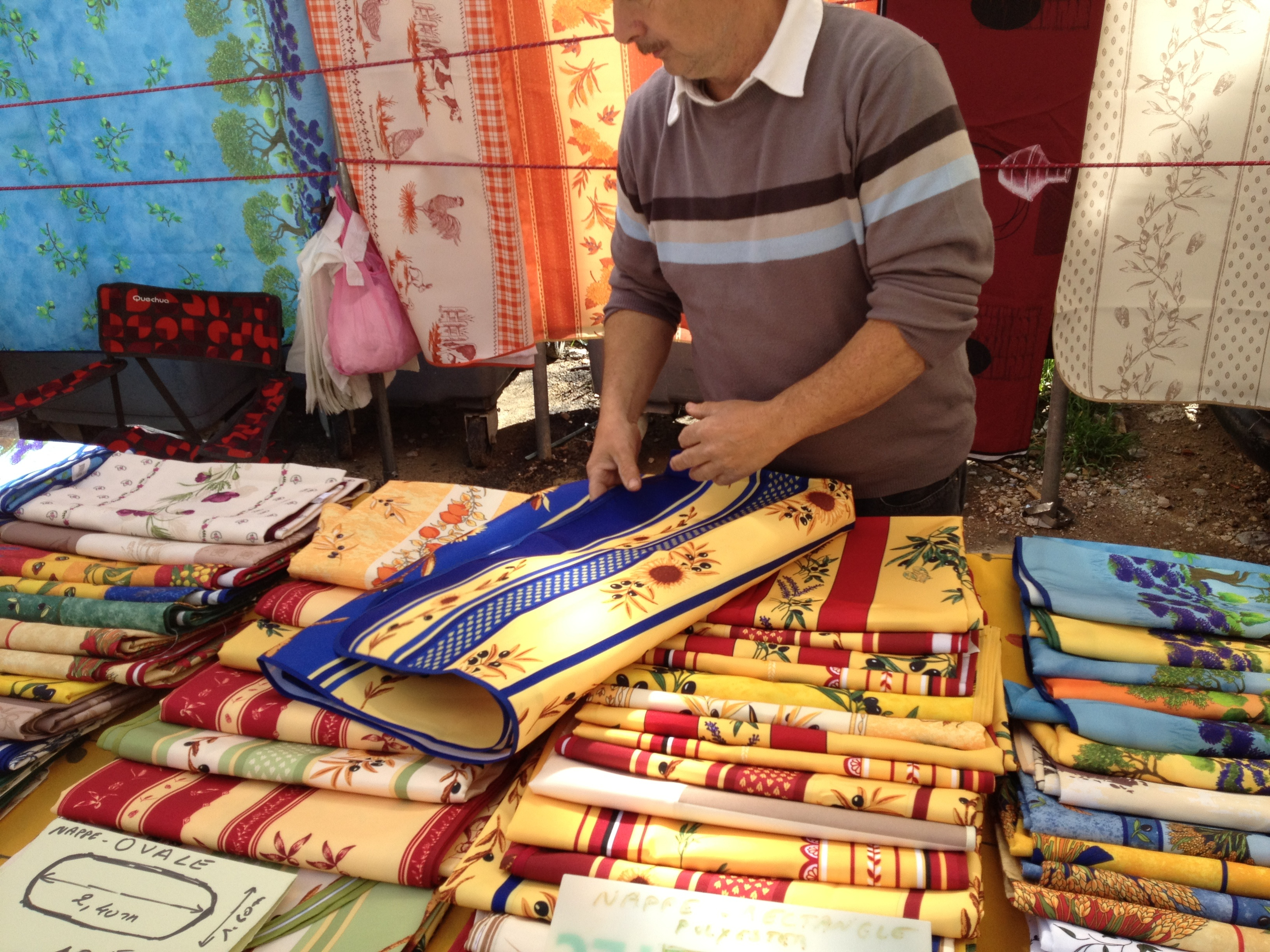
Nappes provençales.

Considéré par les professionnels comme un modèle de forum provençal, le marché propose en saison les fameuses cerises du Ventoux, « blanches », « burlats » ou « cœur de pigeon », ainsi que des asperges issues des sables de la plaine de Vaison-la-Romaine ou des abricots du Barroux et de Beaumont-du-Ventoux.

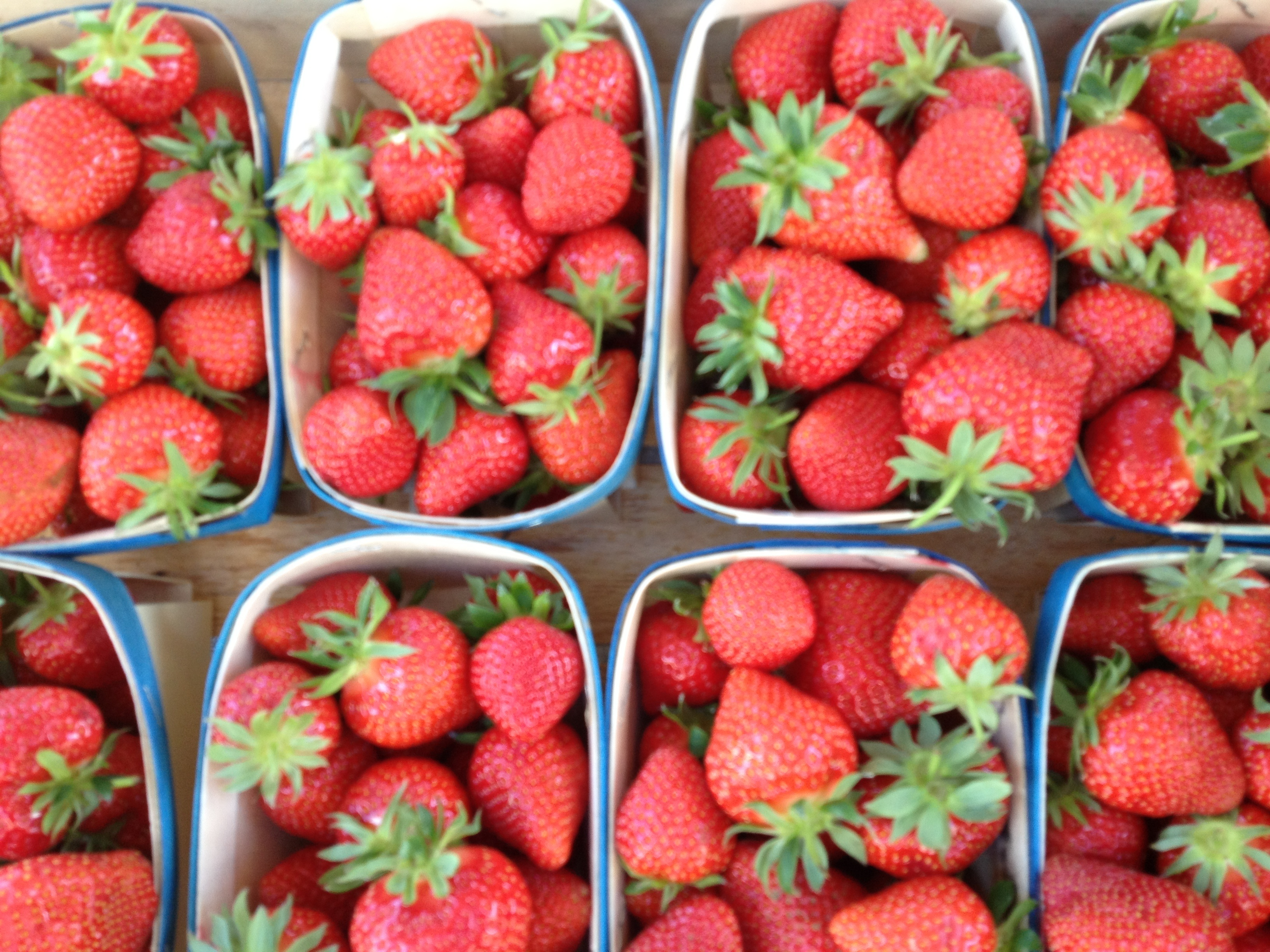
Fraises.
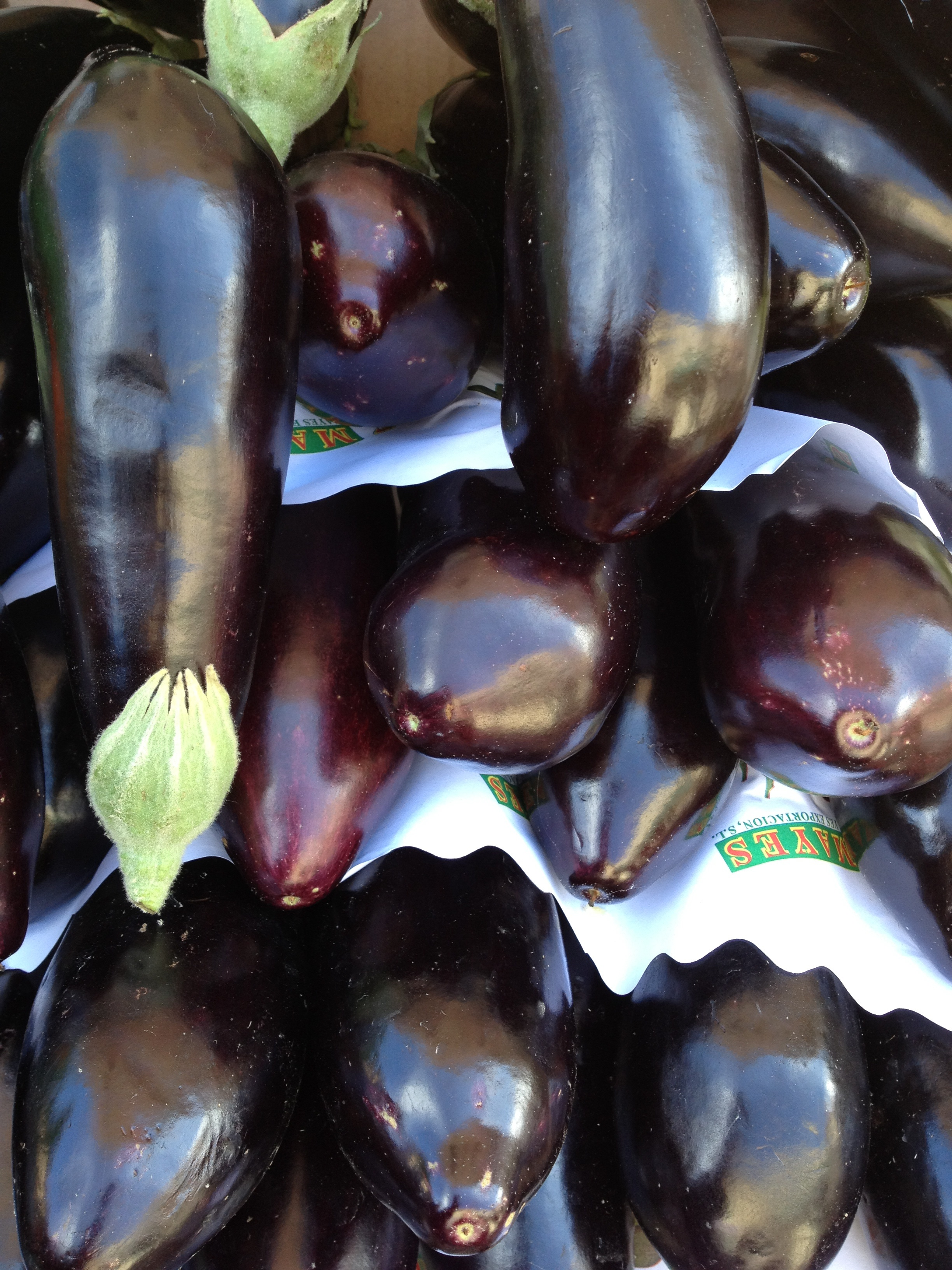
Aubergines.

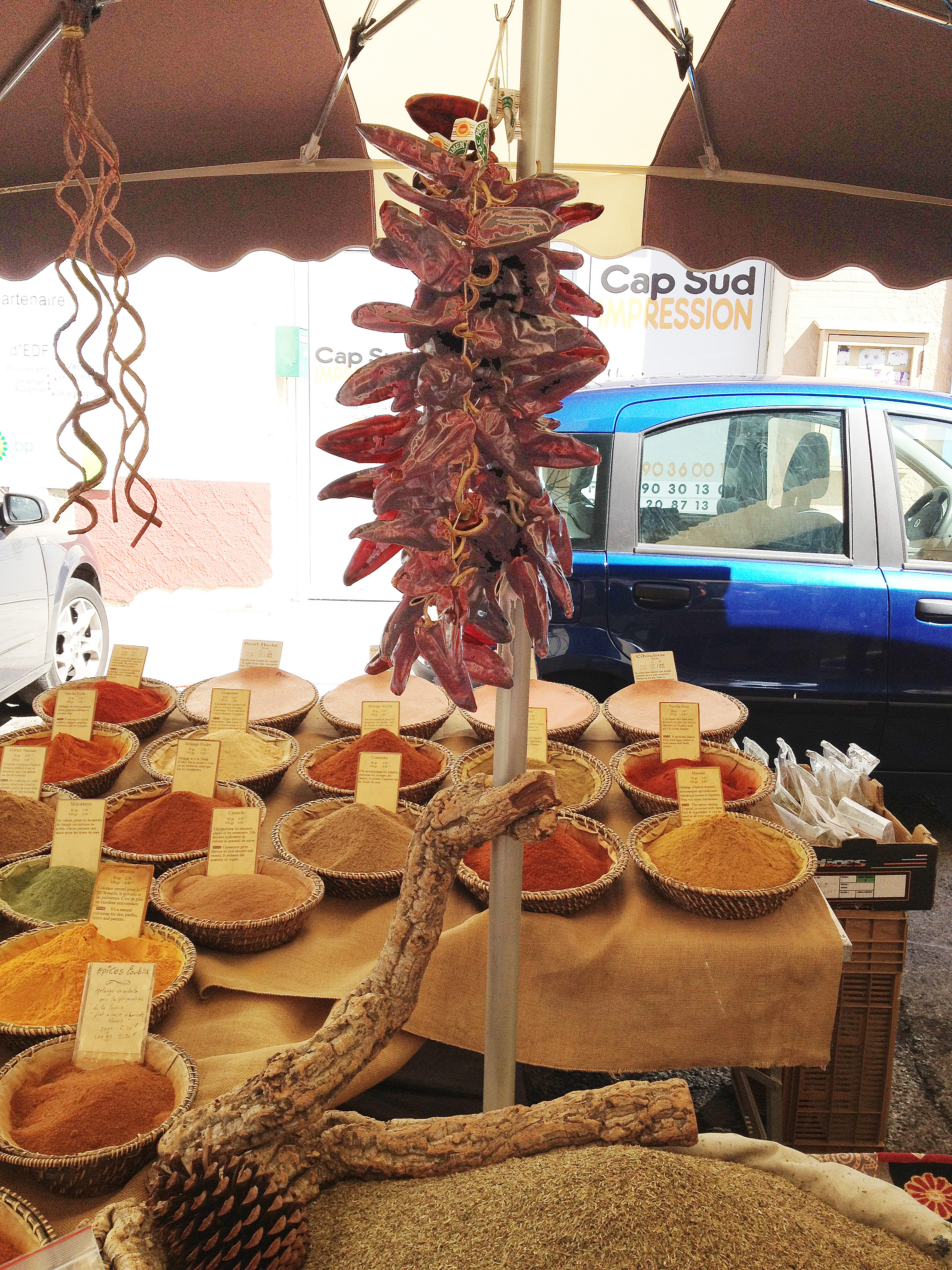
Piments et épices.
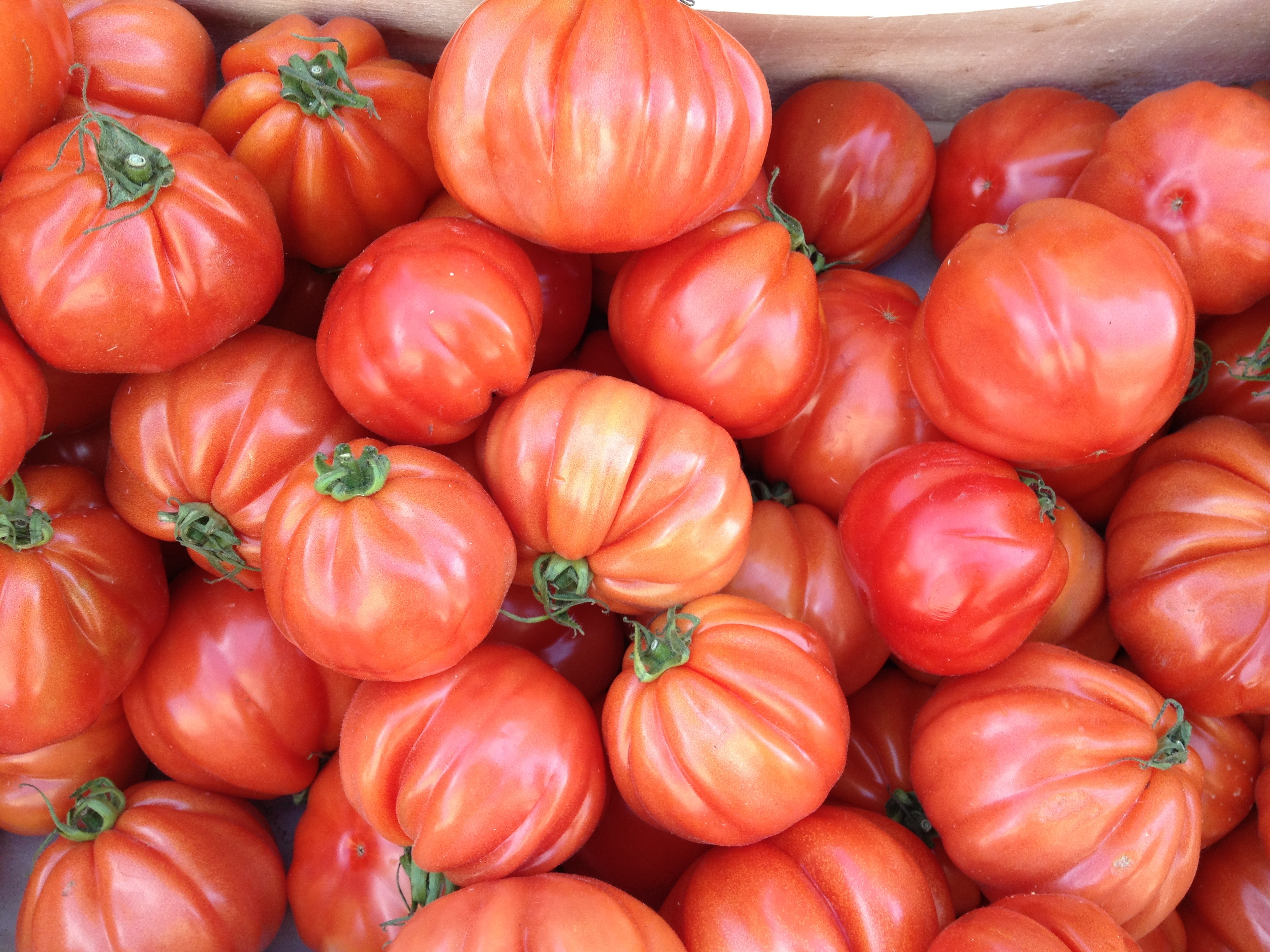
Tomates.